# Whenever You Need Somebody
Whenever You Need Somebody é o álbum de estreia do cantor britânico Rick Astley, lançado em 16 de novembro de 1987 pela RCA Records. É o seu álbum mais vendido e, de acordo com seu site oficial, acumula 15.2 milhões de cópias vendidas mundialmente. O álbum foi listado como o 136º álbum mais vendido na Espanha, e o mais vendido do Reino Unido em seu ano de lançamento, 1987. Uma versão remasterizada, contendo remixes, foi lançada em 2010.
Os créditos de composição na faixa "The Love Has Gone" contam com o nome de "Dick Spatsley", que nada mais é do que uma referência à escrita incorreta de seu nome pela revista Smash Hits, que errou seu nome diversas vezes durante o auge de seu sucesso, chamando-o de "Dick Spatsley" em suas matérias. A escrita incorreta acabou se tornando uma piada recorrente na vida do mesmo, que afirmou em 2016 já ter, inclusive, checado em hotéis pelo nome de "Dick Spatsley".

## Faixas
| N.º | Título                              | Produtor(es)            | Duração |  |
| 1.  | "Never Gonna Give You Up"           | Stock Aitken Waterman   | 3:35    |  |
| 2.  | "Whenever You Need Somebody"        | Stock Aitken Waterman   | 3:52    |  |
| 3.  | "Together Forever"                  | Stock Aitken Waterman   | 3:24    |  |
| 4.  | "It Would Take a Strong Strong Man" | Stock Aitken Waterman   | 3:39    |  |
| 5.  | "The Love Has Gone"                 | Phil Harding Ian Curnow | 4:20    |  |
| 6.  | "Don't Say Goodbye"                 | Stock Aitken Waterman   | 4:11    |  |
| 7.  | "Slipping Away"                     | Harding Curnow          | 3:52    |  |
| 8.  | "No More Looking for Love"          | Daize Washbourn         | 3:10    |  |
| 9.  | "You Move Me"                       | Washbourn               | 3:40    |  |
| 10. | "When I Fall in Love"               | Stock Aitken Waterman   | 2:59    |  |

### Versão expandida remasterizada de 2010
| Disco 1 (Faixas bônus) |                                                           |         |  |
| N.º                    | Título                                                    | Duração |  |
| 11.                    | "When You Gonna" (7″ Mix) (credited to Rick & Lisa)       | 3:32    |  |
| 12.                    | "Just Good Friends"                                       | 3:45    |  |
| 13.                    | "I'll Never Set You Free"                                 | 3:34    |  |
| 14.                    | "When You Gonna" (Extended Mix) (credited to Rick & Lisa) | 7:32    |  |
| 15.                    | "Never Gonna Give You Up" (Cake Mix)                      | 5:48    |  |
| 16.                    | "Whenever You Need Somebody" (Lonely Hearts Mix)          | 7:34    |  |
| 17.                    | "Together Forever" (Lover's Leap Extended Remix)          | 7:05    |  |

| Disco 2 (Remixes) |                                                                  |         |  |
| N.º               | Título                                                           | Duração |  |
| 1.                | "Whenever You Need Somebody" (7″ Mix)                            | 3:32    |  |
| 2.                | "Together Forever" (Lover's Leap Mix)                            | 3:52    |  |
| 3.                | "When You Gonna" (Borough Anarchy Mix) (credited to Rick & Lisa) | 3:24    |  |
| 4.                | "Never Gonna Give You Up" (Escape from Newton Mix)               | 6:25    |  |
| 5.                | "Whenever You Need Somebody" (Rick Sets It Off Mix)              | 7:54    |  |
| 6.                | "Together Forever" (House of Love Mix)                           | 6:55    |  |
| 7.                | "It Would Take a Strong Strong Man" (Matt's Jazzy Guitar Mix)    | 7:47    |  |
| 8.                | "When You Gonna" (Home Boy Mix) (credited to Rick & Lisa)        | 5:48    |  |
| 9.                | "Never Gonna Give You Up" (Escape to New York Mix)               | 7:02    |  |
| 10.               | "Whenever You Need Somebody" (XK150 Mix)                         | 4:39    |  |
| 11.               | "When You Gonna" (Bonus Beats Mix) (credited to Rick & Lisa)     | 4:46    |  |
| 12.               | "Never Gonna Give You Up" (instrumental)                         | 6:18    |  |
| 13.               | "Whenever You Need Somebody" (instrumental)                      | 3:51    |  |
| 14.               | "It Would Take a Strong Strong Man" (instrumental)               | 3:32    |  |

## Recepção da crítica e impacto
| Críticas profissionais | Críticas profissionais |
| Avaliações da crítica  | Avaliações da crítica  |
| Fonte                  | Avaliação              |
| ---------------------- | ---------------------- |
| AllMusic               | [ 5 ]                  |
| The Village Voice      | D+                     |

O site AllMusic, junto a uma avaliação de 4/5 estrelas, afirmou que o álbum de estréia do britânico deve ser motivo de orgulho ao grupo de produtores ingleses de dance music Stock, Aitken & Waterman, que apesar de já terem sido criticados por produzirem se baseando no estilo musical em detrimento de um conteúdo, fizeram um bom trabalho. Com uma produção high-tech marcante dos anos 80, o estilo soul/pop/dance de Astley tem uma produção remetente aos anos 70, algo como se Average White Band se misturasse ao estilo soul/disco de Philly e Tom Jones. Em conclusão, a revista ainda afirma que o disco provou que Astley foi uma boa adição à cena R&B britânica.
No geral, o álbum foi um grande sucesso de vendas, atingindo diversos números um ao redor do mundo. A faixa "Never Gonna Give You Up", especialmente, impactou a cultura pop e da internet com o surgimento do fenômeno Rickrolling, que é relacionado à uma pegadinha que surgiu por volta de 2007. A pegadinha consiste no envio de um link da canção em disfarce, no qual os rickrolleados clicam inocentemente acreditando ser algo relacionado à pauta conversada, mas se deparam com um vídeo da música em questão. Desde então, a canção se tornou amplamente conhecida pelos usuários de internet, e em especial, usuários de fóruns.